# 柴田淑次
柴田 淑次（しばた よしじ、1908年9月1日 - 1982年7月26日）は、日本の国土交通技官、理学博士。気象庁長官を務めた。

## 来歴・人物
京都府出身。旧制京都一中、旧制三高を経て、1931年に京都帝国大学理学部宇宙物理学科を卒業し、同年に気象庁に入庁した。1960年に仙台管区気象台長、1963年に海洋気象部長を経て、1965年3月から1969年3月までに長官を務めた。1969年から1979年までに拓殖大学教授を務めた。
1978年11月に勲二等瑞宝章を受章。
1982年7月26日に急性肺炎のために死去。73歳没。